# Kisberezsnye
Kisberezsnye (1899-ig Kis-Breznicza, szlovákul: Breznička) község Szlovákiában, az Eperjesi kerület Sztropkói járásában.

## Fekvése
Sztropkótól 6 km-re északkeletre, a Laborc és az Ondava között, 224 m magasan fekszik.

## Története
A falu alapítása a 14. századra, vagy a 15. század elejére tehető. 1408-ban a sztropkói uradalom részeként említik először, birtokosa a Perényi család volt. Ezután a sztropkói uradalom 1430-ban írt oklevelében tűnik fel ismét, mint a Nagyberezsnye mellett, a Berezsnye-pataktól keletre levő völgyben fekvő birtok. A 16. század második felében a vlach jog alapján ruszinokat telepítettek ide. A 15. és 17. század között a település végig a sztropkói uradalom része volt. Az uradalom 1557-es és 1567-es urbáriuma is felsorolja adózó háztartásait. 1600-ban 11 adózó porta mellett a soltész háza, ortodox templom és paplak állt a faluban. A közepes nagyságú falvak közé számított. A 17. században lakói elszegényedtek. 1715-ben még 10, 1720-ban már csak 7 háztartást számláltak a településen. Lakói mezőgazdasággal, pásztorkodással, favágással és szénégetéssel foglalkoztak.
A 18. század végén Vályi András így ír róla: „BREZNITZE. Kis Breznitze. Tót, és elegyes falu Zemplén Vármegyében, birtokosai Bernát, és Gróf Barkóczy Uraságok, lakosai katolikusok, fekszik Sáros Vármegyének szomszédsában. Határja középszerű, tulajdonságaira nézve, hasonlít Keltzhez, második Osztálybéli.”
A 19. században a Barkóczy család birtoka volt.
Fényes Elek 1851-ben kiadott geográfiai szótárában így ír a faluról: „Kis-Breznicza, orosz falu, Zemplén vgyében: 191 g. kath., 8 zsidó lak., 351 h. szántófölddel. F. u. gr. Barkóczy.”
Borovszky Samu monográfiasorozatának Zemplén vármegyét tárgyaló része szerint: „Kisberzsenye, azelőtt Kisbreznyicze. Sáros vármegye határán fekszik. Van 26 háza és 160 gör. kath. vallású, ruthén lakosa. Postája és távírója Sztropkó, vasúti állomása Mezőlaborcz. A sztropkói uradalom tartozéka volt s Pethő Zsigmond 1747-ben a sztropkói klastromnak adományozta. Később a Barkóczyak lettek az urai, de ma nincs nagyobb birtokosa. Gör. kath. temploma 1754-ben épült. Az 1663-iki pestis sok lakosát sírba vitte.”
1920 előtt Zemplén vármegye Sztropkói járásához tartozott.
Az 1926-os árvíz nagy károkat okozott a községben.

## Népessége
| Év:            | 1994. | 2004.   | 2014.   | 2024.   |
| -------------- | ----- | ------- | ------- | ------- |
| Emberek száma: | 133   | 127     | 122     | 131     |
| Eltérés:       |       | -4,51 % | -3,93 % | +7,37 % |

| Év:            | 2023. | 2024. |
| -------------- | ----- | ----- |
| Emberek száma: | 131   | 131   |
| Eltérés:       |       | +0 %  |

1910-ben 149, túlnyomórészt ruszin lakosa volt.

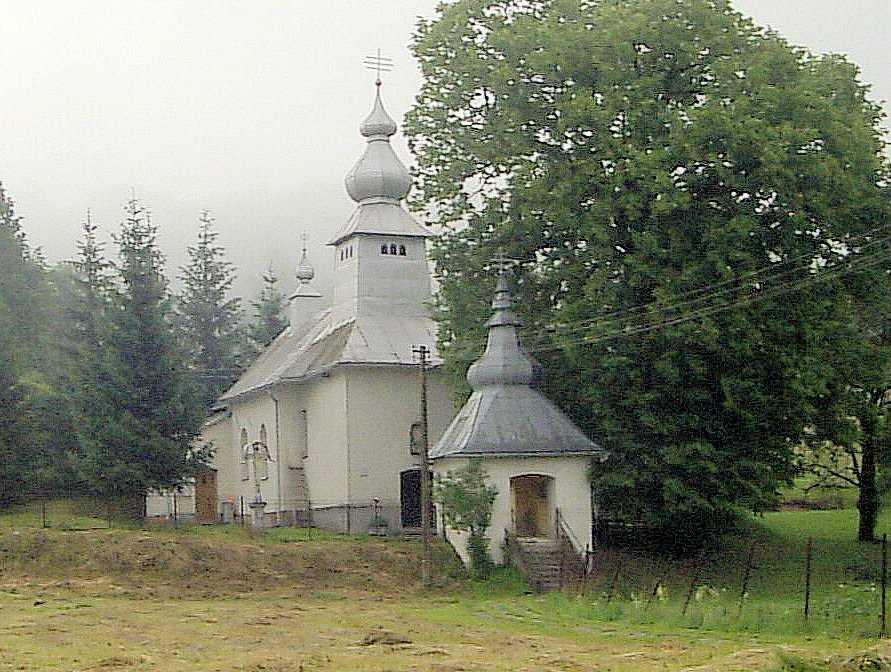
A templom

2001-ben 134 lakosából 129 szlovák és 5 ruszin volt.
2011-ben 135 lakosából 114 szlovák és 12 ruszin.

## Nevezetességei
Görögkatolikus temploma a 19. században épült.